# 斯科特·賈米森
斯科特·賈米森（Scott Jamieson，1983年11月28日—）是一位蘇格蘭高爾夫球運動員。他參加高爾夫歐巡賽的賽事。在2012年12月，他贏得了自己第一個歐巡賽賽事的錦標。他也是2013賽季歐巡賽的第一個賽事冠軍。